# Cees van Lent
Cornelis Leonardus Josephus (Cees) van Lent (Heemstede, 27 juli 1922 – Leidschendam, 8 maart 2000) was een Nederlands militair en staatssecretaris.
Van Lent was een katholieke brigadegeneraal die in 1974 Mommersteeg verving als staatssecretaris van Defensie in het kabinet-Den Uyl. Hij hield zich bezig met het personeelsbeleid bij defensie. Dat deed hij ook in het eerste kabinet-Van Agt. Hij was meer een technocraat dan politicus. Hij toonde altijd een grote betrokkenheid bij het wel en wee van het defensiepersoneel.
- Biografisch Portaal: 21825691
- Library of Congress Control Number: n2010014735
- Parlement.com: vg09llgdt5zx
- Virtual International Authority File: 172164298414708630006